# Nathan (fils de David)
Pour les articles homonymes, voir Nathan.
Nathan (hébreu : נתן, qui signifie « il a donné », « donateur », ou « cadeau »), né à Jérusalem, est le plus jeune fils du roi David et de Bethsabée (hormis Salomon). Il est le cadet de Shiméa et de Shobab, et Salomon est le second aîné de Bethsabée. 
Nathan est le premier enfant de Bethsabée qu'elle avait le droit de nommer. Son premier enfant mourut tandis qu'il était en bas âge avant qu'elle ne puisse lui donner un nom, et Shiméa, ainsi que Shobab sont des noms ayant été attribués par David et Nathan (prophète). Le bibliste Carl Hagensick pense que David nomma son fils en hommage à Nathan (prophète), son conseiller.

## Nathan dans la Bible

### Ancien Testament
Nathan apparaît comme le fils de David dans le Deuxième livre de Samuel, ainsi que dans le Premier livre des Chroniques,. Le nom de Nathan est cité dans le Premier livre des Rois, or, il est impossible de savoir s'il fait référence au prophète ou au fils de David. 

### Nouveau Testament
Dans le Nouveau Testament, la généalogie de Jésus selon l'Évangile selon Luc retrace l'origine de la descendance de Jésus à partir du roi David via la lignée de Nathan, tandis que l'Évangile selon Matthieu la retrace à partir de Salomon, la lignée de Joseph, son tuteur,. Dans l'Évangile selon Luc, la généalogie de Jésus selon l'évangéliste, la descendance de Jésus relie Nathan via Éli. L'Évangile selon Matthieu ne fait aucune mention de Nathan. Au contraire, dans cet Évangile, la descendance de Jésus relie Jacob, reliant finalement Jésus à Salomon, plutôt que Nathan. 
Ces différences peuvent s'expliquer par le fait que Nathan serait l'ancêtre de la Vierge Marie, tandis que Salomon serait l'ancêtre de Joseph, l'époux de Marie. La malédiction sanguine touchant la lignée de Joachin étant un descendant dans la lignée de Salomon, de ce fait la généalogie dans l'Évangile selon Matthieu est souillée d'une malédiction sanguine allant de Joachin jusqu'à Joseph. Aucun descendant de Joachin n'a siégé sur le trône d'Israël. 
Ces différences peuvent également s'expliquer par le Yibboum, tel que le délivre Jean Damascène : "Il faut également observer ceci, que la loi était cette loi lorsqu'un homme mourrait sans postérité, le frère de cet homme devait épouser la femme de ce dernier et donner une postérité à son frère". 
Certains biblistes contemporains expliquent que la généalogie biblique est souvent basée sur de la théologie plutôt que sur des faits historiques. Par exemple, le titre "Fils de Dieu" est fréquemment employé. Cependant, ce titre n'aurait pas été utilisé lors de la rédaction des premiers Évangiles. Cela explique les différences au sein des généalogies, étant donné que Matthieu et Luc écrivait pour des publics différents. 

## Fratrie de Nathan
Nathan est le fils de David et de Bethsabée. Le Premier livre des Chroniques révèle que les fils de David sont nés à Hébron.
« Voici les fils de David qui lui sont nés à Hébron : Amnone l’aîné, de sa femme Ahinoam, originaire de Yizréel ; Daniel le deuxième, de sa femme Abigaïl, originaire de Carmel ;
Absalom le troisième, fils de Maaka, fille de Talmaï, roi de Gueshour ; Adonias le quatrième, fils de sa femme Hagguith ;
Shefatya le cinquième, de sa femme Abital ; et Yitréam le sixième, de sa femme Égla.
Six fils lui sont nés à Hébron, où il régna sept ans et six mois. Puis il régna trente-trois ans à Jérusalem. »
Nathan est l'un des dix-neufs fils légitimes de David.